# Terestrická planeta

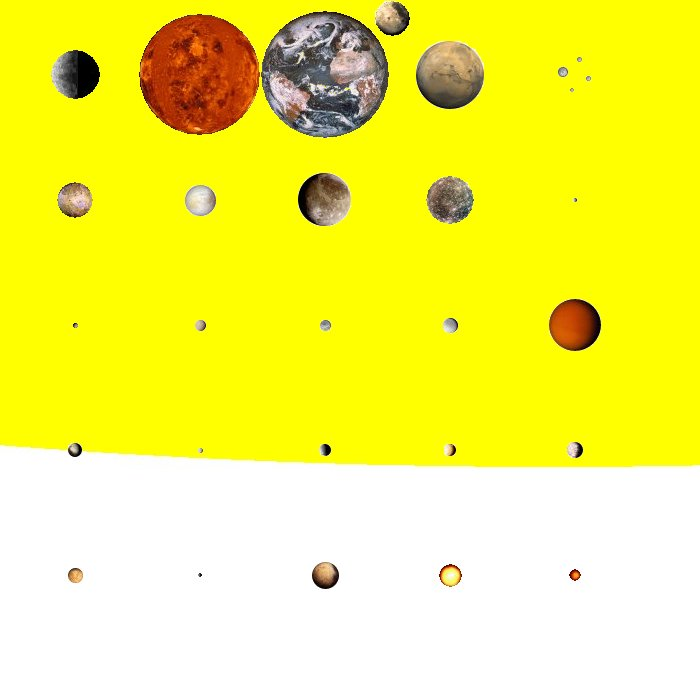
Porovnání 29 těles sluneční soustavy větších než 400 km (vynecháni jsou plynní obři).
První řada, zleva doprava: Merkur, Venuše, Země a Měsíc, Mars a čtyři velcí příslušníci pásu planetek.
Druhá řada: čtyři galileovské měsíce a Saturnův Mimas.
Třetí řada: Saturnovy měsíce Enceladus, Tethys, Dione, Rhea a Titan.
Čtvrtá řada: Saturnův měsíc Iapetus, Uranovy měsíce Miranda, Ariel, Umbriel a Titania.
Pátá řada: Uranův měsíc Oberon, Neptunovy měsíce Proteus a Triton a nakonec Pluto a Charon.
Na pozadí je ve správném měřítku kotouč Slunce.

Terestrická planeta (někdy také kamenná planeta) je planeta, která je složena především z křemičitanových hornin. Název je odvozen z latinského slova pro Zemi, „Terra“, takže alternativní definicí může být, že jde o planetu, jejíž rysy jsou výrazně „podobné Zemi“. Terestrické planety jsou podstatně odlišné od plynných obrů, kteří nemají pevný povrch a jsou složeni především z vodíku, hélia a vody v různých kombinacích a v různých skupenstvích. Terestrické planety mají všechny podobnou strukturu: centrální kovové jádro, převážně ze železa, obklopené křemičitanovým pláštěm, který na povrchu přechází v kůru. Do této kategorie se dá zařadit i Měsíc, přestože nejde o klasickou planetu, ale o přirozený satelit planety Země. Terestrická tělesa mají velmi různorodý povrch, jejich topografii tvoří především krátery, ale také kaňony, hory a sopky.

## Planety ve sluneční soustavě
Sluneční soustava má čtyři terestrické planety: Merkur, Venuši, Zemi a Mars a několik dalších terestrických objektů (Měsíc a zřejmě i Jupiterův měsíc Io). V počátečních obdobích obsahovala velké množství terestrických těles, tzv. protoplanet (byť ne nutně diferenciovaných), většina však byla zničena během finálního procesu tvorby dnešních planet (nebo záhy poté, např. vznik našeho Měsíce), existuje i možnost, že během migrování planet došlo k vymrštění některého takového tělesa mimo Sluneční soustavu.
Pouze u jedné terestrické planety, Země, je známa aktivní hydrosféra, přestože i u dalších (Venuše, Mars) se předpokládá v minulosti. Atmosféru, důležitou z hlediska fungování planetárního systému, má kromě Země také Venuše a Mars, kromě nich potom již jen Saturnův ledový měsíc Titan.

## Exoplanety
NASA a ESA plánovaly projekt Terrestrial Planet Finder („Hledač terestrických planet“), který měl umožnit detekci terestrických planet vně naší sluneční soustavy (ty, které obíhají jiné hvězdy) projekt byl několikrát odložen a nakonec v roce 2011 zrušen. Tři zatím objevené zřejmě terestrické exoplanety obíhají hvězdy μ Arae, 55 Cancri a GJ 436. Všechny ostatní známé exoplanety jsou příliš velké a pravděpodobně jde o plynné obry. 